# Coupe de la CEV masculine 1999-2000
Navigation
Édition précédente Édition suivante
La Coupe de la CEV masculine 1999-2000 est la 20e édition de la Coupe de la CEV.

## Tour qualificatif

### Deuxième tour

#### Tournoi 1
| # | Équipe                 | Pts | J | G | P | Sp | Sc | Ratio | Pp  | Pc  | Ratio |
| - | ---------------------- | --- | - | - | - | -- | -- | ----- | --- | --- | ----- |
| 1 | Dukla Liberec          | 6   | 3 | 3 | 0 | 9  | 1  | 9     | 254 | 196 | 1.296 |
| 2 | Paris London Salzburg  | 5   | 3 | 2 | 1 | 6  | 5  | 1.2   | 244 | 244 | 1     |
| 3 | Kommunalnik Grodno     | 4   | 3 | 1 | 2 | 5  | 8  | 0.625 | 285 | 292 | 0.976 |
| 4 | Fibrex Rifil Savinesti | 3   | 3 | 0 | 3 | 3  | 9  | 0.333 | 231 | 282 | 0.819 |

| Date     | Match                                          | Résultat | Sets  | Sets  | Sets  | Sets  | Sets | Total Points |
| Date     | Match                                          | Résultat | 1     | 2     | 3     | 4     | 5    | Total Points |
| -------- | ---------------------------------------------- | -------- | ----- | ----- | ----- | ----- | ---- | ------------ |
| 10.12.99 | Dukla Liberec - Kommunalnik Grodno             | 3 - 1    | 26-28 | 28-26 | 25-19 | 25-15 | -    | 104-88       |
| 10.12.99 | Paris London Salzburg - Fibrex Rifil Savinesti | 3 - 1    | 25-16 | 22-25 | 25-21 | 25-20 | -    | 97-82        |
| 11.12.99 | Dukla Liberec - Fibrex Rifil Savinesti         | 3 - 0    | 25-13 | 25-22 | 25-13 | -     | -    | 75-48        |
| 11.12.99 | Kommunalnik Grodno - Paris London Salzburg     | 1 - 3    | 25-12 | 22-25 | 20-25 | 20-25 | -    | 87-87        |
| 12.12.99 | Paris London Salzburg - Dukla Liberec          | 0 - 3    | 19-25 | 20-25 | 21-25 | -     | -    | 60-75        |
| 12.12.99 | Fibrex Rifil Savinesti - Kommunalnik Grodno    | 2 - 3    | 25-23 | 21-25 | 25-22 | 21-25 | 9-15 | 101-110      |

#### Tournoi 2
| # | Équipe           | Pts | J | G | P | Sp | Sc | Ratio | Pp  | Pc  | Ratio |
| - | ---------------- | --- | - | - | - | -- | -- | ----- | --- | --- | ----- |
| 1 | AC Orestias      | 5   | 3 | 2 | 1 | 8  | 3  | 2.667 | 262 | 207 | 1.266 |
| 2 | SC Vinnitsa      | 5   | 3 | 2 | 1 | 6  | 4  | 1.5   | 227 | 226 | 1.004 |
| 3 | Emlakbank Ankara | 4   | 3 | 1 | 2 | 6  | 8  | 0.75  | 287 | 313 | 0.917 |
| 4 | VC Mamer         | 4   | 3 | 1 | 2 | 3  | 8  | 0.375 | 217 | 247 | 0.879 |

| Date     | Match                          | Résultat | Sets  | Sets  | Sets  | Sets  | Sets  | Total Points |
| Date     | Match                          | Résultat | 1     | 2     | 3     | 4     | 5     | Total Points |
| -------- | ------------------------------ | -------- | ----- | ----- | ----- | ----- | ----- | ------------ |
| 10.12.99 | Emlakbank Ankara - SC Vinnitsa | 1 - 3    | 20-25 | 23-25 | 28-26 | 21-25 | -     | 92-101       |
| 10.12.99 | VC Mamer - AC Orestias         | 0 - 3    | 17-25 | 21-25 | 20-25 | -     | -     | 58-75        |
| 11.12.99 | Emlakbank Ankara - VC Mamer    | 2 - 3    | 25-13 | 25-22 | 18-25 | 16-25 | 13-15 | 97-100       |
| 11.12.99 | AC Orestias - SC Vinnitsa      | 3 - 0    | 25-19 | 25-15 | 25-17 | -     | -     | 75-51        |
| 12.12.99 | SC Vinnitsa - VC Mamer         | 3 - 0    | 25-23 | 25-21 | 25-15 | -     | -     | 75-59        |
| 12.12.99 | AC Orestias - Emlakbank Ankara | 2 - 3    | 25-20 | 26-28 | 23-25 | 25-10 | 13-15 | 112-98       |

#### Tournoi 3
| # | Équipe                   | Pts | J | G | P | Sp | Sc | Ratio | Pp  | Pc  | Ratio |
| - | ------------------------ | --- | - | - | - | -- | -- | ----- | --- | --- | ----- |
| 1 | Budvanska Rivijera Budva | 4   | 2 | 2 | 0 | 6  | 1  | 6     | 177 | 147 | 1.204 |
| 2 | Esmoriz GC               | 3   | 2 | 1 | 1 | 4  | 3  | 1.333 | 167 | 154 | 1.084 |
| 3 | Sinpos Sarajevo          | 2   | 2 | 0 | 2 | 0  | 6  | 0     | 107 | 150 | 0.713 |

| Date     | Match                                      | Résultat | Sets  | Sets  | Sets  | Sets  | Sets | Total Points |
| Date     | Match                                      | Résultat | 1     | 2     | 3     | 4     | 5    | Total Points |
| -------- | ------------------------------------------ | -------- | ----- | ----- | ----- | ----- | ---- | ------------ |
| 10.12.99 | Esmoriz GC - Sinpos Sarajevo               | 3 - 0    | 25-21 | 25-13 | 25-18 | -     | -    | 75-52        |
| 11.12.99 | Budvanska Rivijera Budva - Esmoriz GC      | 3 - 1    | 28-26 | 24-26 | 25-18 | 25-22 | -    | 102-92       |
| 12.12.99 | Sinpos Sarajevo - Budvanska Rivijera Budva | 0 - 3    | 22-25 | 20-25 | 13-25 | -     | -    | 55-75        |

#### Tournoi 4
| # | Équipe                   | Pts | J | G | P | Sp | Sc | Ratio | Pp  | Pc  | Ratio |
| - | ------------------------ | --- | - | - | - | -- | -- | ----- | --- | --- | ----- |
| 1 | GO Pass Brabant Lennik   | 6   | 3 | 3 | 0 | 9  | 1  | 9     | 248 | 163 | 1.521 |
| 2 | OK Maribor               | 5   | 3 | 2 | 1 | 6  | 3  | 2     | 205 | 193 | 1.062 |
| 3 | CS Gran Canaria          | 4   | 3 | 1 | 2 | 4  | 6  | 0.667 | 208 | 233 | 0.893 |
| 4 | La Fiorita Montegiardino | 3   | 3 | 0 | 3 | 0  | 9  | 0     | 153 | 225 | 0.68  |

| Date     | Match                                             | Résultat | Sets  | Sets  | Sets  | Sets  | Sets | Total Points |
| Date     | Match                                             | Résultat | 1     | 2     | 3     | 4     | 5    | Total Points |
| -------- | ------------------------------------------------- | -------- | ----- | ----- | ----- | ----- | ---- | ------------ |
| 10.12.99 | GO Pass Brabant Lennik - CS Gran Canaria          | 3 - 1    | 25-14 | 17-25 | 25-19 | 25-15 | -    | 92-73        |
| 10.12.99 | OK Maribor - La Fiorita Montegiardino             | 3 - 0    | 25-13 | 25-21 | 25-18 | -     | -    | 75-52        |
| 11.12.99 | La Fiorita Montegiardino - GO Pass Brabant Lennik | 0 - 3    | 11-25 | 12-25 | 12-25 | -     | -    | 35-75        |
| 11.12.99 | CS Gran Canaria - OK Maribor                      | 0 - 3    | 18-25 | 22-25 | 20-25 | -     | -    | 60-75        |
| 12.12.99 | CS Gran Canaria - La Fiorita Montegiardino        | 3 - 0    | 25-23 | 25-22 | 25-21 | -     | -    | 75-66        |
| 12.12.99 | OK Maribor - GO Pass Brabant Lennik               | 0 - 3    | 17-25 | 9-25  | 29-31 | -     | -    | 55-81        |

#### Tournoi 5
| # | Équipe            | Pts | J | G | P | Sp | Sc | Ratio | Pp  | Pc  | Ratio |
| - | ----------------- | --- | - | - | - | -- | -- | ----- | --- | --- | ----- |
| 1 | Arago de Sète     | 4   | 2 | 2 | 0 | 6  | 1  | 6     | 169 | 145 | 1.166 |
| 2 | Iraklis Salonique | 3   | 2 | 1 | 1 | 4  | 3  | 1.333 | 166 | 152 | 1.092 |
| 3 | Aero Odolena Voda | 2   | 2 | 0 | 2 | 0  | 6  | 0     | 112 | 150 | 0.747 |

| Date     | Match                                 | Résultat | Sets  | Sets  | Sets  | Sets  | Sets | Total Points |
| Date     | Match                                 | Résultat | 1     | 2     | 3     | 4     | 5    | Total Points |
| -------- | ------------------------------------- | -------- | ----- | ----- | ----- | ----- | ---- | ------------ |
| 10.12.99 | Aero Odolena Voda - Iraklis Salonique | 0 - 3    | 15-25 | 21-25 | 22-25 | -     | -    | 58-75        |
| 11.12.99 | Iraklis Salonique - Arago de Sète     | 1 - 3    | 26-28 | 19-25 | 25-16 | 21-25 | -    | 91-94        |
| 12.12.99 | Arago de Sète - Aero Odolena Voda     | 3 - 0    | 25-16 | 25-19 | 25-19 | -     | -    | 75-54        |

#### Tournoi 6
| # | Équipe               | Pts | J | G | P | Sp | Sc | Ratio | Pp  | Pc  | Ratio |
| - | -------------------- | --- | - | - | - | -- | -- | ----- | --- | --- | ----- |
| 1 | Iskra RVSN Odintsovo | 6   | 3 | 3 | 0 | 9  | 1  | 9     | 243 | 192 | 1.266 |
| 2 | Buducnost Podgorica  | 5   | 3 | 2 | 1 | 7  | 4  | 1.75  | 265 | 244 | 1.086 |
| 3 | Sokol Schwechat      | 4   | 3 | 1 | 2 | 4  | 7  | 0.571 | 249 | 268 | 0.929 |
| 4 | Steaua Bucarest      | 3   | 3 | 0 | 3 | 1  | 9  | 0.111 | 196 | 249 | 0.787 |

| Date     | Match                                      | Résultat | Sets  | Sets  | Sets  | Sets  | Sets | Total Points |
| Date     | Match                                      | Résultat | 1     | 2     | 3     | 4     | 5    | Total Points |
| -------- | ------------------------------------------ | -------- | ----- | ----- | ----- | ----- | ---- | ------------ |
| 10.12.99 | Buducnost Podgorica - Iskra RVSN Odintsovo | 1 - 3    | 25-18 | 23-25 | 23-25 | 17-25 | -    | 88-93        |
| 10.12.99 | Steaua Bucarest - Sokol Schwechat          | 1 - 3    | 20-25 | 25-23 | 24-26 | 22-25 | -    | 91-99        |
| 11.12.99 | Sokol Schwechat - Iskra RVSN Odintsovo     | 0 - 3    | 18-25 | 22-25 | 18-25 | -     | -    | 58-75        |
| 11.12.99 | Steaua Bucarest - Buducnost Podgorica      | 0 - 3    | 18-25 | 20-25 | 21-25 | -     | -    | 59-75        |
| 12.12.99 | Buducnost Podgorica - Sokol Schwechat      | 3 - 1    | 25-17 | 23-25 | 25-23 | 29-27 | -    | 102-92       |
| 12.12.99 | Iskra RVSN Odintsovo - Steaua Bucarest     | 3 - 0    | 25-15 | 25-18 | 25-13 | -     | -    | 75-46        |

#### Tournoi 7
| # | Équipe               | Pts | J | G | P | Sp | Sc | Ratio | Pp  | Pc  | Ratio |
| - | -------------------- | --- | - | - | - | -- | -- | ----- | --- | --- | ----- |
| 1 | Napapiirin Rovaniemi | 4   | 2 | 2 | 0 | 6  | 0  | MAX   | 150 | 101 | 1.485 |
| 2 | Asnieres Volley 92   | 3   | 2 | 1 | 1 | 3  | 3  | 1     | 136 | 124 | 1.097 |
| 3 | Holte IF             | 2   | 2 | 0 | 2 | 0  | 6  | 0     | 89  | 150 | 0.593 |

| Date     | Match                                     | Résultat | Sets  | Sets  | Sets  | Sets | Sets | Total Points |
| Date     | Match                                     | Résultat | 1     | 2     | 3     | 4    | 5    | Total Points |
| -------- | ----------------------------------------- | -------- | ----- | ----- | ----- | ---- | ---- | ------------ |
| 11.12.99 | Holte IF - Napapiirin Rovaniemi           | 0 - 3    | 16-25 | 12-25 | 12-25 | -    | -    | 40-75        |
| 10.12.99 | Asnieres Volley 92 - Holte IF             | 3 - 0    | 25-17 | 25-19 | 25-13 | -    | -    | 75-49        |
| 12.12.99 | Napapiirin Rovaniemi - Asnieres Volley 92 | 3 - 0    | 25-21 | 25-23 | 25-17 | -    | -    | 75-61        |

#### Tournoi 8
| # | Équipe                 | Pts | J | G | P | Sp | Sc | Ratio | Pp  | Pc  | Ratio |
| - | ---------------------- | --- | - | - | - | -- | -- | ----- | --- | --- | ----- |
| 1 | Nesselande Zevenhuizen | 6   | 3 | 3 | 0 | 9  | 1  | 9     | 248 | 192 | 1.292 |
| 2 | Riga PCSK              | 5   | 3 | 2 | 1 | 6  | 4  | 1.5   | 233 | 201 | 1.159 |
| 3 | Volley Bartreng        | 4   | 3 | 1 | 2 | 3  | 6  | 0.5   | 184 | 208 | 0.885 |
| 4 | OK Brcko               | 3   | 3 | 0 | 3 | 2  | 9  | 0.222 | 207 | 271 | 0.764 |

| Date     | Match                                    | Résultat | Sets  | Sets  | Sets  | Sets  | Sets | Total Points |
| Date     | Match                                    | Résultat | 1     | 2     | 3     | 4     | 5    | Total Points |
| -------- | ---------------------------------------- | -------- | ----- | ----- | ----- | ----- | ---- | ------------ |
| 10.12.99 | Nesselande Zevenhuizen - Volley Bartreng | 3 - 0    | 25-21 | 25-18 | 25-16 | -     | -    | 75-55        |
| 10.12.99 | Riga PCSK - OK Brcko                     | 3 - 1    | 25-15 | 25-19 | 22-25 | 25-14 | -    | 97-73        |
| 11.12.99 | Nesselande Zevenhuizen - Riga PCSK       | 3 - 0    | 25-19 | 25-17 | 27-25 | -     | -    | 77-61        |
| 11.12.99 | Volley Bartreng - OK Brcko               | 3 - 0    | 25-15 | 25-17 | 28-26 | -     | -    | 78-58        |
| 12.12.99 | OK Brcko - Nesselande Zevenhuizen        | 1 - 3    | 10-25 | 22-25 | 25-21 | 19-25 | -    | 76-96        |
| 12.12.99 | Riga PCSK - Volley Bartreng              | 3 - 0    | 25-19 | 25-19 | 25-13 | -     | -    | 75-51        |

#### Tournoi 9
| # | Équipe                     | Pts | J | G | P | Sp | Sc | Ratio | Pp  | Pc  | Ratio |
| - | -------------------------- | --- | - | - | - | -- | -- | ----- | --- | --- | ----- |
| 1 | Mostostal-Azoty Kędzierzyn | 6   | 3 | 3 | 0 | 9  | 0  | MAX   | 225 | 136 | 1.654 |
| 2 | Chênois Genève             | 5   | 3 | 2 | 1 | 6  | 6  | 1     | 260 | 265 | 0.981 |
| 3 | Azot Tcherkassy            | 4   | 3 | 1 | 2 | 5  | 6  | 0.833 | 231 | 251 | 0.92  |
| 4 | Gentofte Volley            | 3   | 3 | 0 | 3 | 1  | 9  | 0.111 | 183 | 247 | 0.741 |

| Date     | Match                                        | Résultat | Sets  | Sets  | Sets  | Sets  | Sets  | Total Points |
| Date     | Match                                        | Résultat | 1     | 2     | 3     | 4     | 5     | Total Points |
| -------- | -------------------------------------------- | -------- | ----- | ----- | ----- | ----- | ----- | ------------ |
| 10.12.99 | Azot Tcherkassy - Chênois Genève             | 2 - 3    | 25-27 | 24-26 | 25-22 | 25-23 | 13-15 | 112-113      |
| 10.12.99 | Mostostal-Azoty Kedzierzyn - Gentofte Volley | 3 - 0    | 25-18 | 25-12 | 25-12 | -     | -     | 75-42        |
| 11.12.99 | Gentofte Volley - Chênois Genève             | 1 - 3    | 16-25 | 25-22 | 19-25 | 18-25 | -     | 78-97        |
| 11.12.99 | Mostostal-Azoty Kedzierzyn - Azot Tcherkassy | 3 - 0    | 25-13 | 25-16 | 25-15 | -     | -     | 75-44        |
| 12.12.99 | Azot Tcherkassy - Gentofte Volley            | 3 - 0    | 25-20 | 25-21 | 25-22 | -     | -     | 75-63        |
| 12.12.99 | Chênois Genève - Mostostal-Azoty Kedzierzyn  | 0 - 3    | 17-25 | 17-25 | 16-25 | -     | -     | 50-75        |

#### Tournoi 10
| # | Équipe           | Pts | J | G | P | Sp | Sc | Ratio | Pp  | Pc  | Ratio |
| - | ---------------- | --- | - | - | - | -- | -- | ----- | --- | --- | ----- |
| 1 | Arçelik Istanbul | 6   | 3 | 3 | 0 | 9  | 1  | 9     | 254 | 178 | 1.427 |
| 2 | Elcond Zalau     | 5   | 3 | 2 | 1 | 6  | 5  | 1.2   | 246 | 214 | 1.15  |
| 3 | Sportunion Enns  | 4   | 3 | 1 | 2 | 6  | 6  | 1     | 246 | 254 | 0.969 |
| 4 | CHEV Diekirch    | 3   | 3 | 0 | 3 | 0  | 9  | 0     | 125 | 225 | 0.556 |

| Date     | Match                              | Résultat | Sets  | Sets  | Sets  | Sets  | Sets | Total Points |
| Date     | Match                              | Résultat | 1     | 2     | 3     | 4     | 5    | Total Points |
| -------- | ---------------------------------- | -------- | ----- | ----- | ----- | ----- | ---- | ------------ |
| 10.12.99 | Elcond Zalau - Arçelik Istanbul    | 0 - 3    | 18-25 | 28-30 | 23-25 | -     | -    | 69-80        |
| 10.12.99 | Chev Diekirch - Sportunion Enns    | 0 - 3    | 13-25 | 21-25 | 19-25 | -     | -    | 53-75        |
| 11.12.99 | Arçelik Istanbul - Chev Diekirch   | 3 - 0    | 25-14 | 25-14 | 25-9  | -     | -    | 75-37        |
| 11.12.99 | Sportunion Enns - Elcond Zalau     | 2 - 3    | 20-25 | 25-14 | 20-25 | 25-23 | 9-15 | 99-102       |
| 12.12.99 | Elcond Zalau - Chev Diekirch       | 3 - 0    | 25-14 | 25-8  | 25-13 | -     | -    | 75-35        |
| 12.12.99 | Sportunion Enns - Arçelik Istanbul | 1 - 3    | 13-25 | 17-25 | 26-24 | 16-25 | -    | 72-99        |

#### Tournoi 11
| # | Équipe                      | Pts | J | G | P | Sp | Sc | Ratio | Pp  | Pc  | Ratio |
| - | --------------------------- | --- | - | - | - | -- | -- | ----- | --- | --- | ----- |
| 1 | Moerser SC                  | 5   | 3 | 2 | 1 | 8  | 4  | 2     | 276 | 253 | 1.091 |
| 2 | Fuzinar Gok Igem Ravne N.K. | 5   | 3 | 2 | 1 | 6  | 5  | 1.2   | 239 | 233 | 1.026 |
| 3 | Maccabi Tel-Aviv            | 4   | 3 | 1 | 2 | 6  | 7  | 0.857 | 289 | 292 | 0.99  |
| 4 | Lausanne UC                 | 4   | 3 | 1 | 2 | 4  | 8  | 0.5   | 247 | 273 | 0.905 |

| Date     | Match                                          | Résultat | Sets  | Sets  | Sets  | Sets  | Sets  | Total Points |
| Date     | Match                                          | Résultat | 1     | 2     | 3     | 4     | 5     | Total Points |
| -------- | ---------------------------------------------- | -------- | ----- | ----- | ----- | ----- | ----- | ------------ |
| 10.12.99 | Moerser SC - Maccabi Tel-Aviv                  | 3 - 1    | 25-23 | 25-22 | 21-25 | 25-23 | -     | 96-93        |
| 10.12.99 | Fuzinar Gok Igem Ravne N.K. - Lausanne UC      | 3 - 0    | 25-20 | 25-21 | 25-14 | -     | -     | 75-55        |
| 11.12.99 | Lausanne UC - Maccabi Tel-Aviv                 | 1 - 3    | 21-25 | 25-18 | 23-25 | 20-25 | -     | 89-93        |
| 11.12.99 | Moerser SC - Fuzinar Gok Igem Ravne N.K.       | 3 - 0    | 25-21 | 25-22 | 25-14 | -     | -     | 75-57        |
| 12.12.99 | Maccabi Tel-Aviv - Fuzinar Gok Igem Ravne N.K. | 2 - 3    | 25-19 | 13-25 | 25-19 | 24-26 | 16-18 | 103-107      |
| 12.12.99 | Lausanne UC - Moerser SC                       | 3 - 2    | 20-25 | 25-20 | 18-25 | 25-23 | 15-12 | 103-105      |

#### Tournoi 12
| # | Équipe                  | Pts | J | G | P | Sp | Sc | Ratio | Pp  | Pc  | Ratio |
| - | ----------------------- | --- | - | - | - | -- | -- | ----- | --- | --- | ----- |
| 1 | Ivesur Eade Malaga      | 6   | 3 | 3 | 0 | 9  | 0  | MAX   | 230 | 167 | 1.377 |
| 2 | Geové Vrevok Nieuwegein | 5   | 3 | 2 | 1 | 6  | 3  | 2     | 215 | 170 | 1.265 |
| 3 | Nacional Funchal        | 4   | 3 | 1 | 2 | 3  | 6  | 0.5   | 193 | 198 | 0.975 |
| 4 | Omonia Nicosia          | 3   | 3 | 0 | 3 | 0  | 9  | 0     | 122 | 225 | 0.542 |

| Date     | Match                                        | Résultat | Sets  | Sets  | Sets  | Sets | Sets | Total Points |
| Date     | Match                                        | Résultat | 1     | 2     | 3     | 4    | 5    | Total Points |
| -------- | -------------------------------------------- | -------- | ----- | ----- | ----- | ---- | ---- | ------------ |
| 10.12.99 | Ivesur Eade Malaga - Omonia Nicosia          | 3 - 0    | 25-9  | 25-10 | 25-14 | -    | -    | 75-33        |
| 10.12.99 | Nacional Funchal - Geové Vrevok Nieuwegein   | 0 - 3    | 15-25 | 14-25 | 20-25 | -    | -    | 49-75        |
| 11.12.99 | Nacional Funchal - Ivesur Eade Malaga        | 0 - 3    | 28-30 | 22-25 | 19-25 | -    | -    | 69-80        |
| 11.12.99 | Geové Vrevok Nieuwegein - Omonia Nicosia     | 3 - 0    | 25-13 | 25-17 | 25-16 | -    | -    | 75-46        |
| 12.12.99 | Ivesur Eade Malaga - Geové Vrevok Nieuwegein | 3 - 0    | 25-23 | 25-20 | 25-22 | -    | -    | 75-65        |
| 12.12.99 | Omonia Nicosia - Nacional Funchal            | 0 - 3    | 17-25 | 15-25 | 11-25 | -    | -    | 43-75        |

## Tour principal

### Finale à quatre
|  | Demi-finales                  | Demi-finales                  |                        |   | Finale                                      | Finale                                      |
|  | Demi-finales                  | Demi-finales                  |                        |   | Finale                                      | Finale                                      |
|  |                               |                               |                        |   |                                             |                                             |
|  | 04.03.00, 11-25, 29-31, 18-25 | 04.03.00, 11-25, 29-31, 18-25 |                        |   | 05.03.00, 25-19, 23-25, 23-25, 25-20, 15-10 | 05.03.00, 25-19, 23-25, 23-25, 25-20, 15-10 |
|  | 04.03.00, 11-25, 29-31, 18-25 | 04.03.00, 11-25, 29-31, 18-25 |                        |   | 05.03.00, 25-19, 23-25, 23-25, 25-20, 15-10 | 05.03.00, 25-19, 23-25, 23-25, 25-20, 15-10 |
|  | AC Orestias                   | 0                             |                        |   | 05.03.00, 25-19, 23-25, 23-25, 25-20, 15-10 | 05.03.00, 25-19, 23-25, 23-25, 25-20, 15-10 |
|  | AC Orestias                   | 0                             |                        |   | 05.03.00, 25-19, 23-25, 23-25, 25-20, 15-10 | 05.03.00, 25-19, 23-25, 23-25, 25-20, 15-10 |
|  | Rome Volley                   | 3                             |                        |   | 05.03.00, 25-19, 23-25, 23-25, 25-20, 15-10 | 05.03.00, 25-19, 23-25, 23-25, 25-20, 15-10 |
|  | Rome Volley                   | 3                             | Rome Volley            | 3 |                                             |                                             |
|  | 04.03.00, 25-20, 25-15, 25-16 |                               | Rome Volley            | 3 |                                             |                                             |
|  |                               | Casa Modena Unibon            | 2                      |   |                                             |                                             |
|  | Casa Modena Unibon            | Casa Modena Unibon            | 2                      | 3 |                                             |                                             |
|  | Casa Modena Unibon            |                               |                        | 3 |                                             |                                             |
|  | Mostostal-Azoty Kędzierzyn    | 0                             |                        |   |                                             |                                             |
|  | Mostostal-Azoty Kędzierzyn    | 0                             | Match pour la 3e place |   |                                             |                                             |
|  |                               |                               |                        |   |                                             |                                             |
|  | 05.03.00, 20-25, 23-25, 22-25 |                               |                        |   |                                             |                                             |
|  |                               |                               |                        |   |                                             |                                             |
|  | AC Orestias                   | 0                             |                        |   |                                             |                                             |
|  | AC Orestias                   | 0                             |                        |   |                                             |                                             |
|  | Mostostal-Azoty Kędzierzyn    | 3                             |                        |   |                                             |                                             |
|  | Mostostal-Azoty Kędzierzyn    | 3                             |                        |   |                                             |                                             |

## Sources
- Résultats sur le site de la CEV